# Gerrardina
Gerrardina — род цветковых растений, выделяемый в самостоятельное семейство Gerrardiaceae. Он представлен двумя видами карабкающихся по опоре кустарников, распространенных в юго-восточной Африке.
В настоящее время проблематично отнести это семейство к какому-либо порядку, и сейчас его временно относят к порядку уэртеецветные.

## Таксономия
Gerrardina Oliv., 1870, Hooker's Icones Plantarum 11: t. 1075.
Виды
Род Gerrardina представлен двумя видами:
- Gerrardina foliosa Oliv. Hooker's Icon. Pl. 11: t. 1075 (1870)
- Gerrardina eylesiana Milne-Redh. Hooker's Icon. Pl. 34: t. 3390 (1939)